# Giovanni Battista Bassani
Pour les articles homonymes, voir Bassani.
Œuvres principales
24 sonates en trio op. 1 et 5
L'Epulone (opéra)
Giovanni Battista Bassani fut un compositeur et violoniste italien, né en 1650 à Padoue et mort à Venise le 1er octobre 1716.

## Vie
Bassani était un disciple de Giovanni Legrenzi et de Daniele Castrovillari, son professeur de violon était Giovanni Battista Vitali.
Après la publication de son opus 1 Sonata de camera a tre en 1677, il devient membre de la célèbre Accademia Filarmonica de Bologne, de laquelle il devient le Principe en 1682.
À partir de 1685 il est maître de chapelle (maestro di cappella) à l'Academia de Ferrare; en 1688 il devient aussi organiste et maître de chapelle à la cathédrale. De 1712 jusqu'à son décès il reste maître de chapelle de la cathédrale de Bergame.
Les œuvres de Bassani connues sont deux opus de sonates en trio, 11 opéras, 12 oratorios, des cantates, motets et messes. Un exemplaire de sa collection Acrona Missale fut trouvé dans le patrimoine de Johann Sebastian Bach.
Comme beaucoup de ses collègues violonistes de l'époque, il a essayé d'améliorer les fonctions de l'archet. Il fut le premier à inventer la forme légèrement concave de l'archet et un système de réglage de tension des crins.

## Œuvres

### Œuvres instrumentales
- op. 1 (12) Balletti, Correnti, Gighe, e Sarabande à Violino e Violone, overo Spinetta, con il Secondo Violino à beneplacito (Bologne 1677).
- op. 5 (12) Sinfonie a due, e tre Instromenti, con il Basso continuo per l'Organo  (Bologne 1683).

### Cantates
- op. 2 Cantate Amorose Musicali à voce sola, opera seconda (Bologne 1680).

### Opéras
- L'amorosa preda di Paride, Dramma per musica (1683 Bologne)
- Falaride tiranno d'Agrigento, (Adriano Morselli), Dramma per musica (1683 Venise)
- L'Alarico, rè de' Goti, (B. Bonacossi), Dramma per musica (1685 Ferrare)
- Vitige, Dramma per musica (1686 Ferrare)
- Gli amori alla moda, Scherzo melodrammatico (1688 Ferrare)
- Il trionfo di Venere in Ida, Melodramma (Ferrare 1688)
- La Ginevra, infanta di Scozia, Dramma per musica  (1690 Ferrare)
- Il coceio Nerva, Dramma per musica (1691 Ferrare)
- Gli amori tra gl'odii o sia Il Ramiro in Norvegia, Dramma per musica (1693 Vérone)

### Oratorios
- L'Esaltazione di Santa Croce, 1675
- L'Epulone, 1675
- La tromba della divina misericordia, 1676
- L'amore ingeniero, 1678
- Il mistico Roveto, 1681
- Il Davide punito overo La pestilente strage d'Israele, 1686
- Il Giona (Ambrosini), 1689
- Mosè risorto dalle acque, 1694
- Il conte di Bacheville, 1696
- Susanna, 1697
- Gl'impegni del divino amore nel transito della Beata Caterina Vegri detta di Bologna, 1703
- Il trionfo della Fede, 1704
- La morte delusa, 1703; avec G.B. Brevi, Giacomo Antonio Perti, Giovanni Bononcini et Alessandro Scarlatti.